# Konrad Max Kunz
Pour les articles homonymes, voir Kunz.
Konrad Max Kunz (29 avril 1812 à Schwandorf – 3 août 1875 à Munich) est un chef de chœur et de musique de scène à la cour royale et au Théâtre national de Munich.
Il est considéré comme l'un des « pères des chœurs d'hommes » (Männerchöre) et a créé de nombreuses compositions pour chœurs d'hommes, chantées partout en Europe, en Amérique et en Australie. En 1860 il a composé la mélodie appelée ensuite Bayernhymne.

## Biographie
Kunz est le fils de Franz Michael Kunz de Schwandorf et de Barbara, née Metz. De son père, il reçoit ses premières leçons de musique. Selon la tradition le veilleur était aussi « directeur musical » de l'Église. Son frère cadet, Christian Kunz (1814–1887) de 1845 à sa mort est facteur d'orgue à Rain am Lech en Souabe. Sa sœur perpétue la tradition familiale de guetteur en tour de guet, qu'occupait leur père.

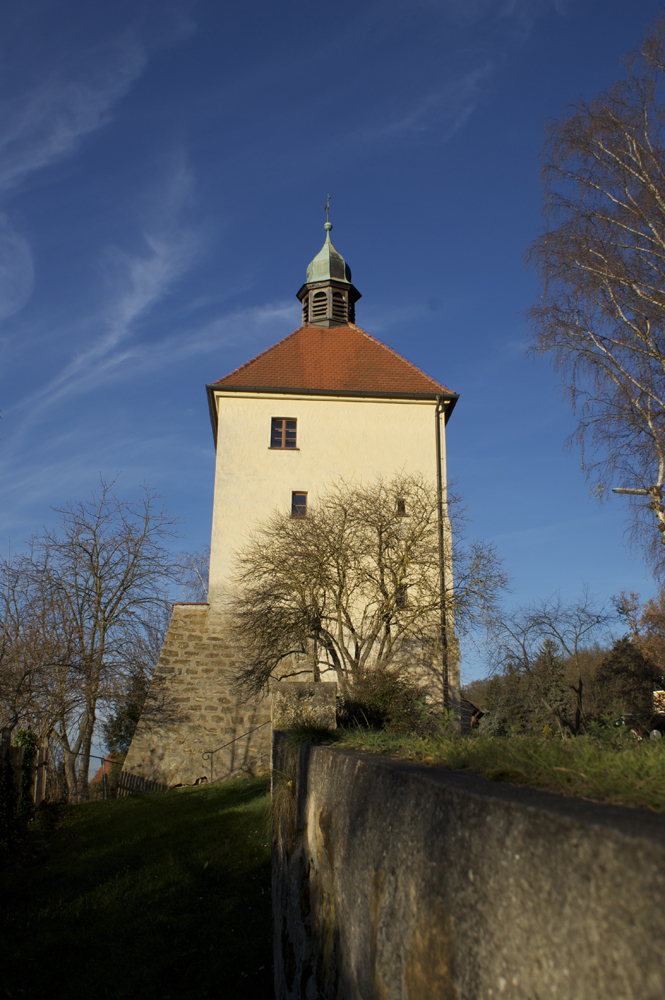
Blasturm à Schwandorf
tour de guet sur les fortifications, lieu de naissance de Kunz.

Encore enfant, Konrad Max Kunz joue avec son père dans les pubs et à l'occasion des fêtes, pour faire danser, aux alentours de Schwandorf, mais joue également l’orgue à l'église (une ancienne basilique jésuite). Après le lycée, Kunz se rend à Amberg pour y étudier la théologie. De 1829 à 1832 il reçoit l'enseignement de Johann Evangelist Deischer (de) responsable de la musique (Musikpräfekt) et joue à l’orgue de Saint-Martin. Il se rend ensuite à l'Université de Munich et commence en 1833 l'étude du droit, et ce jusqu'en 1837, lorsqu'il se tourne vers la musique, avant la fin de ses études. Sans qualification, il joue l’orgue dans les églises et donne des leçons de piano. En 1840, il cofonde le chœur d'hommes Münchner Liedertafel, où il travaille jusqu'en 1852, faisant fonction de maître de chapelle et arrangeant ou composant de nombreuses pièces chorales. Les festivals bavarois de chant de Freising, en juillet 1844 ou à Ratisbonne en 1847, le font connaître dans toute l'Allemagne.
En 1845, il est présenté à l'intendant du théâtre de la cour August von Frays (de), et sur recommandation du compositeur Franz Lachner, il est nommé chef de chœur de l'Opéra Royal de Munich, poste qu'il occupe jusqu'à sa retraite en 1870 (comme Hoftheatersingchores). Il améliore en particulier les créations des opéras de Wagner dans les années 1860, sous la direction de Hans von Bülow, produisant l’un des meilleurs chœurs d’Europe selon la critique. En 1855, Kunz reprend en outre la direction du Bürger-Sängerzunft de Munich (guilde des citoyens chanteurs), jusqu'à 1869. Les concerts les plus importants ont lieu en août et septembre 1863, lors du festival de Wolfratshausen, alors qu'il en est le chef principal.
Kunz meurt en 1875, à Munich, la capitale bavaroise et est enterré au cimetière de Südfriedhof. Pour commémorer son mérite pour le chant et les voix masculines, un buste en marbre de Kunz, par le sculpteur Rudolf Schwanthaler (neveu de Ludwig Schwanthaler), a été inauguré en octobre 1878. Ses restes ont été transférés au cimetière municipal de Schwandorf, le 7 août 1979, où un buste orne sa tombe. En commémoration, le jeu de carillon de l'horloge sur la place à Schwandorf sonne tous les jours de 11 heures à 17 heures, le Bayernhymne, dont le poème de Michael Öchsner (de) commence ainsi : Gott mit dir, du Land der Bayern.
Son lieu de naissance, le Blasturm, est une tour de guet de l'ancienne fortification de Schwandorf, situé sur l'allée de Weinberg. Carl Spitzweg, peintre de la période Biedermeier, peint le Blasturm vers 1858. Il a appelé cette peinture à l'huile « Tour de la ville de Schwandorf au clair de lune ».
Pour le 150e anniversaire de la première représentation de l'hymne, la ville bavaroise de Schwandorf a lancé, en avril 2010, un nouveau festival musical et culturel, appelé les « journées Konrad Max Kunz ».

## Œuvres
À part de nombreuses pièces ou arrangements pour chœur dont beaucoup sont perdus, Kunz a publié une collection de 200 petits canons à deux parties, opus 14, destinés aux apprentis pianistes.

## Hommages
- Un lycée de Schwandorf porte le nom de « Konrad-Max-Kunz-Realschule ».

## Sources
- Documents de l'Office du Tourisme de Schwandorf
- Thomas Göttinger, Bayerns größter Hit – Konrad Max Kunz und die Bayernhymne. Schwandorf, 2007.